# Lorenz Niebuhr
Lorenz Niebuhr auch Laurentius Niebur (* um 1540 in Hamburg; † 13. April 1588 in Güstrow) war ein deutscher Jurist und Hochschullehrer.

## Leben
Lorenz Niebuhr war der Sohn eines Hamburger Ratsherren. Er wurde im Juni 1567 an der Universität Rostock unter dem Rektor David Chyträus immatrikuliert und 1569 zum Licentiaten (Iuris) promoviert. Ebenfalls 1569 wurde er an der Rostocker Universität zum ordentlichen Professor der Rechte/Pandekten (herzoglich) berufen. 1571 wurde er zum Konsistorialassessor ernannt und Mitglied im herzoglichen Konsistorium. 1573 erfolgte bei Johannes Borcholten die Promotion zum Dr. iur. utr. Niebuhr hatte während der Sommer-Semester 1571 und 1577 das Amt des Rektors der Universität inne. Johannes Albinus wurde 1578 auf der Professur sein Nachfolger, da Niebuhr als mecklenburg-güstrowscher Hofrat an den Hof Herzog Ulrichs nach Güstrow wechselte.
Lorenz Niebuhr starb durch Freitod.